# Mumuiés
Mumuiés (em inglês: Mumuye) são um povo da Nigéria. Eles constituem o maior grupo tribal em Taraba da Nigéria e de forma predominante as tribos encontradas em Zing, Yorro, Jalingo, Ardo-Kola, Lau, Gassol, Bali e Gashaka, todas áreas governamentais do estado. Também são largamente encontrados em muitas partes do vizinho Adamawa.